# Eugène Sue
Joseph Marie Eugène Sue, född 26 januari 1804 i Paris, död 3 augusti 1857 i Annecy, Savojen, var en fransk romanförfattare.

## Biografi
Sue, vars far var överkirurg i Napoleons armé, deltog även själv som militärläkare i spanska fälttåget 1823, i flera sjöexpeditioner och i sjöslaget vid Navarino 1827. År 1829 frånträdde han sin befattning och bosatte sig i Paris, där han ägnade sig åt målning och författarskap.
Till sina första romaner, som influerades av Lord Byron, hämtade han material från sitt liv till sjöss. Efter dessa följde ett par historiska romaner 1835–1840 om bland annat Ludvig XIV. Vid denna tidpunkt tog Sue starkt intryck av de socialistiska idéerna och blev förespråkare för sociala och politiska utopier. De böcker han skrev i den andan 1841–1845 blev stora framgångar och de publicerades, liksom de flesta av hans senare romaner, i de större paristidningarna. 
Sues stil var ur litterär synpunkt undermålig och upplösningen i hans romaner är förutsägbar, men hans förmåga att fängsla nyfikenheten och åstadkomma kraftiga melodramatiska effekter och pikanta så kallade sedemålningar gav honom stor popularitet. Sue förvisades ut ur Frankrike efter Napoleon III:s statskupp 1851.
I Sverige spelade Sue en betydande roll som förebild för romanförfattarna vid mitten av 1800-talet, bland annat August Blanche.

### Ej identifierade översättningar
- Slaget vid Navarino (översättning F. G. Engelbrecht, Fahlun: Roselli, 1835)
- Crao (översättning Thure Gustaf Rudbeck, Thomson, 1836)
- Konsten att behaga: novell (anonym översättning, Hjerta, 1842)
- Äfventyraren eller Djefvuls-klinten (översättning Wilhelmina Stålberg, Bonnier, 1848)
- Religions-svärmarne på Sevennerna (anonym översättning?, 1850)
- Spådomen (anonym översättning?, 1851)
- Negerslafvens hämnd (anonym översättning?, Killberg, 1880)
- Överstens kärlekshistoria (översättning A. Berg, Holmquist, 1914)
- En riddarbragd (översättning Esther Toppelius, Wahlström & Widstrand, 1925)